# Simboli patri spagnoli
I simboli patri spagnoli sono quelli che identificano il Regno di Spagna. Essi sono:
- la Bandiera spagnola, che consiste in tre linee orizzontali: rosso, giallo e rosso, con la linea gialla larga il doppio di ogni striscia rossa, (come descritto nell'articolo 4 della Costituzione spagnola) con nella parte sinistra della fascia gialla lo stemma della Spagna, assente nella bandiera civile;
- lo Stemma della Spagna, ossia il sigillo impresso in tutti gli atti statali;
- la Marcha Real, ovvero l'inno nazionale spagnolo, presente in tutte le manifestazioni pubbliche;

Esistono poi anche altri emblemi della Spagna che, pur non essendo riconosciuti a livello ufficiale, fanno parte dell'identità nazionale spagnola, o in altri casi non sono più utilizzati perché sostituiti:
- il motto Plus Ultra;
- il toro de lidia (= "toro da combattimento"), ossia la particolare razza di toro tipicamente spagnola allevata per le corride;
- i tori di Osborne, ovvero enormi sagome nere di tori, inizialmente manifesti pubblicitari, presenti in tutte le principali città della Spagna;
- Santiago Matamoros, ossia la personificazione della Spagna e simbolo della Reconquista;

## Simboli ufficiali

### Bandiera della Spagna

Bandiera del Regno di Spagna

La bandiera spagnola è formata da tre strisce orizzontali, rosso, giallo e rosso, con ogni striscia gialla larga il doppio i ogni striscia rossa (come recita l'articolo 41 della Costituzione Spagnola). Nella zona della fascia gialla vicino l'asta, c'è lo stemma della Spagna, assente nella bandiera civile, che può essere sventolata da privati e da associazioni non governative al posto di quella di Stato.
Il nomignolo popolare della bandiera è rojigualda (o anche sangre y oro).

### Stemma della Spagna

Lo stemma nazionale spagnolo.

Lo stemma nazionale spagnolo è il simbolo della Spagna che ne ripercorre oltre mille anni di storia: lo scudo, infatti, è formato dai simboli dei quattro regni cristiani che dal nord della penisola diedero il via nel 722 d.C. alla Reconquista, ovvero (da sinistra verso destra e dall'alto verso il basso) Castiglia, León, Aragona e Navarra, con in basso l'ultimo piccolo regno moro di Granada, espugnato nel 1492, e al centro lo stemma della dinastia regnante attualmente, i Borbone. Ai due lati dello scudo sono raffigurate le Colonne d'Ercole, assieme al motto della Spagna, Plus Ultra, in ricordo della scoperta dell'America del 1492. Lo scudo è inoltre sovrastato dalla corona reale spagnola.

### La Marcha Real
La Marcha Real è l'inno nazionale della Spagna. Si tratta di uno degli inni nazionali più antichi d'Europa: viene infatti menzionato per la prima volta nel 1761. Non si conosce con esattezza l'autore, ma la maggior parte degli storiografi sono concordi nell'affermare che non era spagnolo, bensì prussiano.
La Marcha Real fu inoltre un inno molto innovativo, essendo il primo al mondo a presentare le caratteristiche di una marcia, genere che poi divenne predominante.
Un'altra particolarità consiste nel non avere un testo ufficiale; di solito si ascolta in silenzio anche se Alfonso XII prima, Francisco Franco e Luis Carrero Blanco poi, tentarono d'imporre dei testi ufficiali.

## Simboli non ufficiali

### "Plus Ultra"

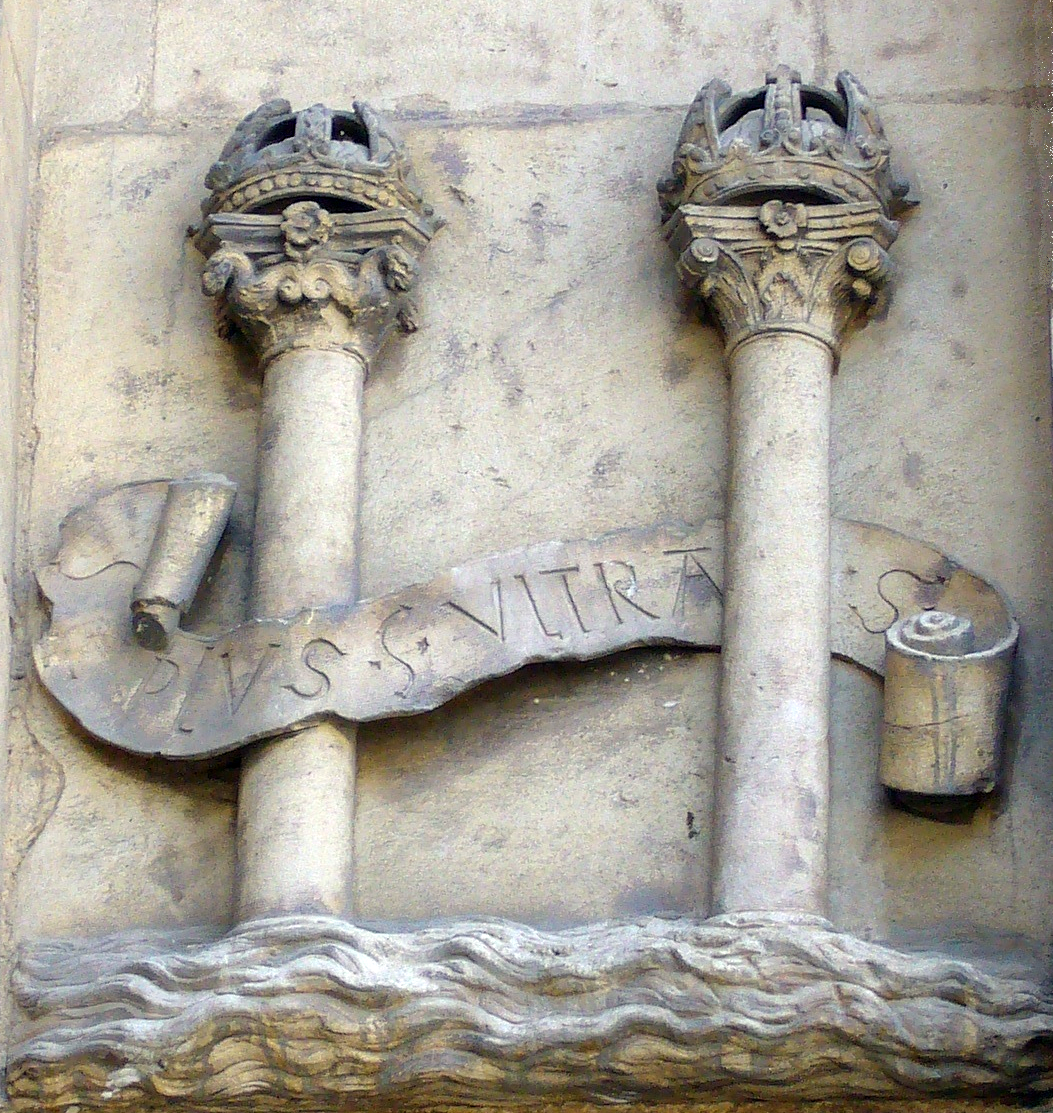
Scultura raffigurante le colonne d'Ercole con il motto PLVS VLTRA a Siviglia.

"Plus Ultra" (= "Oltre qui") è un motto latino che trae origine proprio dal suo contrario, "Nec plus ultra" (successivamente "Non Plus Ultra"), che significa "Non oltre qui" e indica quindi il limite estremo e invalicabile della perfezione umana.
Era anche il motto dello Stato spagnolo, in quanto l'Iberia era considerato il limite estremo occidentale del mondo, sede delle Colonne d'Ercole. Dopo che nel 1492 le caravelle spagnole ebbero superato questa barriera, il sovrano Carlo V lo modificò in "Plus Ultra", quasi a voler abbattere non solo i muri geografici, bensì di tutti i limiti fisici e mentali dell'uomo.

### Dia de la Hispanidad

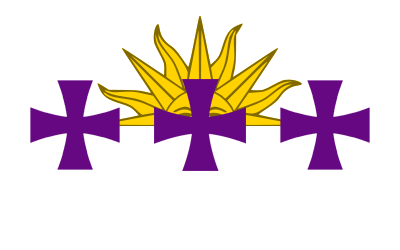
Il simbolo della Hispanidad

Il Dia de la Hispanidad cade il 12 ottobre di ogni anno, anniversario della Scoperta dell'America da parte di Cristoforo Colombo. Quel giorno infatti, la Niña, la Pinta e la Santa María avvistarono le coste americane, dando il via all'espansione spagnola nel mondo.
Fa parte delle più ampie celebrazioni per il Columbus Day che si tengono in Spagna e in tutte le Americhe.
Fino al 1958 questa ricorrenza si chiamava "Dia de la Raza", e ha conservato tale nome in molti Paesi latinoamericani.

### Toro de lidia

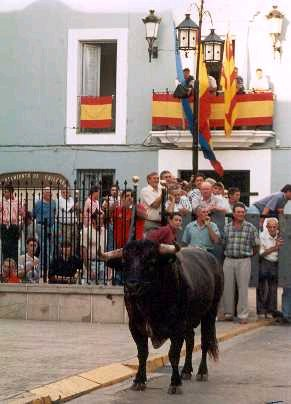
Un esemplare di toro a Castellon (Comunità Valenciana)

Il toro, e in particolare la razza tipicamente spagnola del toro de lidia (detti anche "ganado bravo" o "reses bravos"), è l'animale-simbolo della Spagna, essendo il protagonista dello spettacolo tipico spagnolo, la corrida: quella dei tori da combattimento è infatti una razza allevata appositamente per la tauromachia e selezionata in centinaia d'anni, partendo dal Bos taurus ibericus (una sottospecie dell'uro), amplificandone l’aggressività e le capacità combattive fino a ottenere gli animali perfetti per il divertimento del pubblico spagnolo, importata anche in Francia, Portogallo e America Latina.

### Tori di Osborne

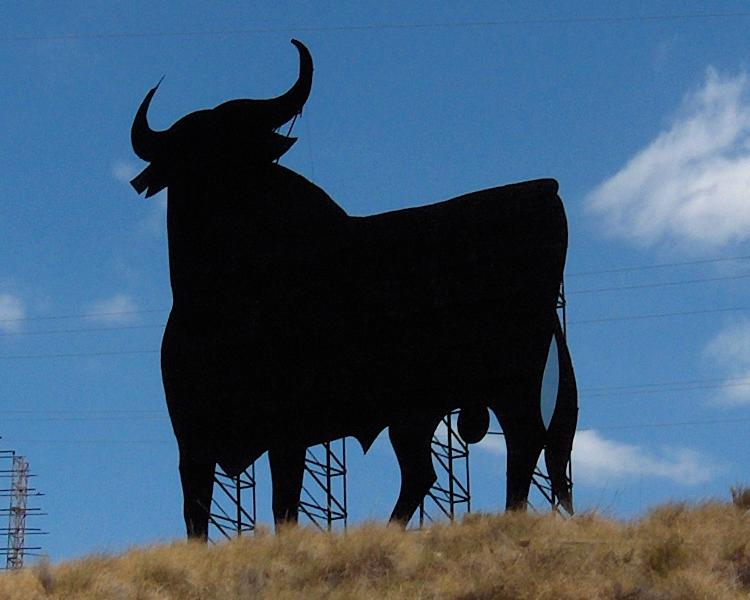
Un toro di Osborne presso Alicante (Comunità Valenciana)

I tori Osborne sono enormi sagome nere di tori sparse per tutta la Spagna. La loro origine è curiosa: furono installati nel 1956 ai lati delle più importanti strade spagnole come trovata pubblicitaria del gruppo commerciale Osborne (produttore di vino, brandy, sherry e acqua minerale).
Dopo tanti anni, i particolarissimi cartelloni vennero considerati beni culturali d'interesse estetico e così, dopo non poche critiche, furono eletti monumenti-simbolo non ufficiali della Spagna, oggi famosi in tutto il mondo.

### Santiago Matamoros

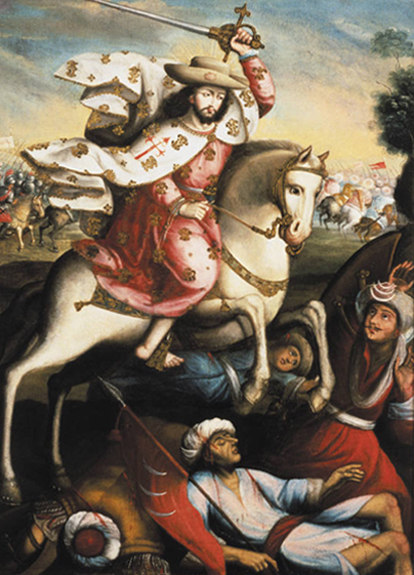
L'intervento leggendario di San Giacomo, in sella al suo cavallo bianco, durante la battaglia di Clavijo

Santiago Matamoros (= "San Giacomo Ammazzamori") è la raffigurazione di San Giacomo il Maggiore, patrono della Spagna, come uccisore di musulmani durante la Reconquista.
La devozione spagnola per l'apostolo Giacomo nacque col ritrovamento delle sue spoglie presso la città che da lui prese il nome, Santiago di Compostela, ma egli assurse al rango di personificazione della Spagna quando, secondo la leggenda, apparve in sogno al re Ramiro I delle Asturie, prima della Battaglia di Clavijo, assicurandogli la sua protezione nello scontro: i soldati, incitati dalla presenza del santo, sconfissero i nemici e vinsero la battaglia.
Da allora Santiago Matamoros divenne il protettore della Reconquista e personificazione della Spagna intera.

## Peseta spagnola

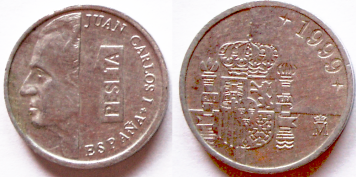
dritto e rovescio di una moneta da 1 peseta del 1999

La peseta spagnola fu la valuta della Spagna e di Andorra fino al 1º gennaio 1999 (in circolazione fino al 1º gennaio 2002), anno dell'adesione all'euro. Era rappresentata dal simbolo ₧ e il suo codice ISO 4217 era ESP.
La prima peseta fu coniata nel 1868, anno in cui la Spagna aderì all'Unione monetaria latina, in sostituzione dell'escudo, e continuò a essere usata anche dopo la dissoluzione dell'unione nel 1927.